# Mysłowice
Mysłowice (uitspraak: [mɨswɔˈvit͡sɛ], ong. miswovietse) (Duits: Myslowitz) is een stad in het Poolse woiwodschap Silezië. Het is een stadsdistrict. De oppervlakte bedraagt 66,09 km², het inwonertal 72.553 (31 maart 2021).

## Driekeizerpunt

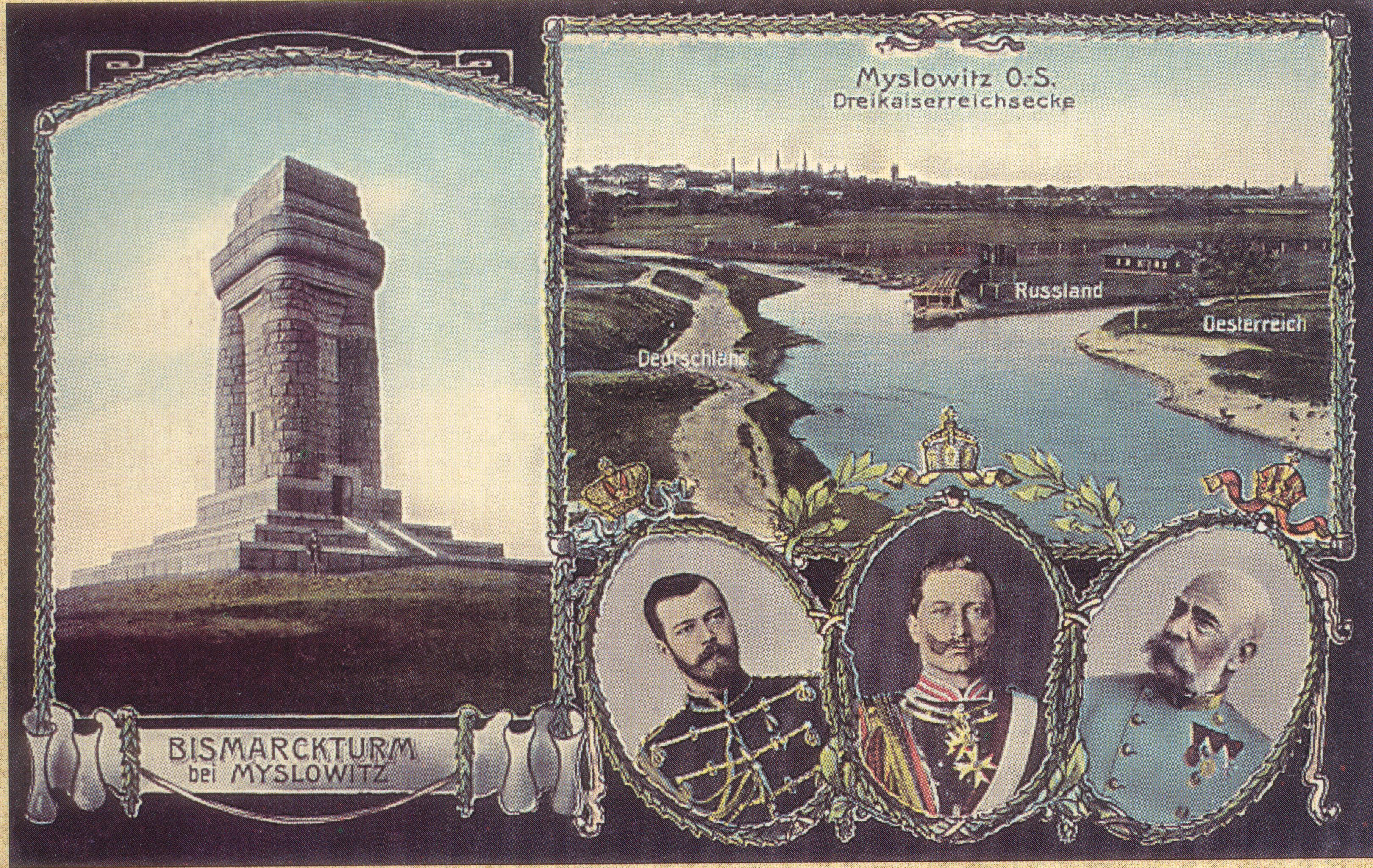
Ansichtkaart van de Bismarcktoren en het Driekeizerpunt (ca. 1907-1917)

In deze stad is het Driekeizerpunt te vinden, een voormalig drielandenpunt tussen het Duitse Keizerrijk, Oostenrijk-Hongarije en het Keizerrijk Rusland. Het punt bestaat niet meer sinds het uitroepen van Polen.